# Johannes Malsch
Johannes Malsch (* 23. April 1902 in Jena; † 6. April 1956 in Ulm) war ein deutscher Physiker und Hochschullehrer.

## Leben
Johannes Malsch studierte Physik an der Universität Jena und promovierte 1924 bei Max Wien mit der Dissertation Über die Temperaturkoeffizienten wässriger Elektrolytlösungen bei Erwärmung durch kurze Stromstöße. Malsch wurde 1924 Mitglied der Deutschen Physikalischen Gesellschaft. Im Jahre 1927 habilitierte Malsch in Jena und wurde daraufhin Privatdozent an der Universität zu Köln.
In der Zeit des Nationalsozialismus wurde Malsch Mitglied der NSDAP. An der Universität zu Köln wurde Malsch 1935 nichtbeamteter außerordentlicher Professor. Parallel dazu war er in der Abteilung von Iris Runge bei der Telefunken mit der Entwicklung von Elektronenröhren beschäftigt. Im Jahre 1938 lehnte Malsch ein Angebot der Ludwig-Maximilians-Universität München ab, im Wintersemester 1938/39 vertretungsweise für Arnold Sommerfeld zu lesen, worauf das bayerische Ministerium der Universität München nahelegte, August-Wilhelm Maue zu Sommerfelds Nachfolger zu machen. Malsch war als Sommerfeld-Nachfolger von Bruno Thüring favorisiert worden. Johannes Malsch wurde 1939 an der Universität zu Köln ordentlicher Professor und Direktor des Instituts für Angewandte Physik.
Als im November 1940 an der Universität München die Physiker-Gespräche zwischen Vertretern der sogenannten Deutschen Physik und Vertretern der modernen Physik stattfanden, wurden Johannes Malsch und Herbert Arthur Stuart vom Gesprächsmoderator Gustav Borger als Beisitzer hinzugezogen.
Malsch wurde 1942 Dekan der Philosophischen Fakultät, gab aber dieses Amt schon 1943 an Heinz Heimsoeth wieder ab, da er durch Reichsaufgaben im Auftrag der Luftwaffe in Anspruch genommen wurde.
Nach Ende des Zweiten Weltkrieges war an der Universität zu Köln eine Neueinrichtung des restlos zerstörten Instituts für Angewandte Physik nicht durchführbar, und Malsch ging zu Telefunken in Ulm, wo er an der Halbleiter-Entwicklung arbeitete.
Johannes Malsch starb 1956 plötzlich und unerwartet in Ulm.

## Forschung und Lehre
Malschs Hauptarbeitsgebiet in seiner akademischen Laufbahn waren flüssige Dielektrika, Elektrolyte und die Hochfrequenztechnik. Bei der Telefunken erwarb Malsch sich wesentliche Verdienste um die Schaffung der physikalischen und technischen Grundlagen und die Fertigung und Anwendung von Transistoren und Germaniumdioden.

## Publikationen
- Über die Temperaturkoeffizienten wässriger Elektrolytlösungen bei Erwärmung durch kurze Stromstöße, Dissertation, 1924.
- Über eine Nullmethode zur Messung von Widerständen mit kurzen Stromstößen, Annalen der Physik, Heft 11, 1927, zusammen mit Max Wien.
- Über die Messung der Dielektrizitätskonstanten von Flüssigkeiten bei hohen elektrischen Feldstärken nach einer neuen Methode, Annalen der Physik, Heft 23, 1927.
- Widerstands- und Kapazitätsmessungen durch Kondensatorentladungen, mit einer Anwendung auf die Messung von Dielektrizitätskonstante und Leitfähigkeit sehr verdünnter Lösungen, Annalen der Physik, Heft 6, 1929.
- Die Bestimmung der optischen Konstanten von Metallen im Ultraviolett nach der Interferenzmethode. (I. Mitteilung), Annalen der Physik, Heft 3, 1930.
- Dielektrische Verlustmessung nach der kalorimetrischen Methode, Physikalische Zeitschrift 33/1932.
- Über Absorptionsmessungen in reinen Flüssigkeiten und Elektrolytlösungen im Gebiet kurzer elektrischer Wellen nach einer neuen Methode, Annalen der Physik, Heft 7, 1932.
- Über den Wien-Effekt eines langkettigen Salzes in wäßrigen Lösungen und eine für kurze Stoßdauern zweckmäßige Änderung der Meßmethode, Zeitschrift für Physikalische Chemie, zusammen mit G. S. Hartley, 1934
- Über Absorptionsmessungen in Flüssigkeiten im Gebiet kurzer elektrischer Wellen. II, Annalen der Physik, Band 411, Heft 7, 1934.
- Über Absorptionsmessungen in Flüssigkeiten im Gebiet kurzer elektrischer Wellen. III, Annalen der Physik, Band 412, Heft 1, 1934.
- Messung der Absorption kurzer elektrischer Wellen in Dipolflüssigkeiten, zusammen mit Erwin Keutner, Physikalische Zeitschrift, 1935.
- Die Struktur der Dipolflüssigkeiten, Annalen der Physik, Band 421, Heft 1, 1937.
- Über optische Strom- und Spannungsmessungen bei Ultrakurzwellen nach der Schlierenmethode, Annalen der Physik, Band 422, Heft 6, 1937.